# Failed at Math(s)
Failed at Math(s) es el álbum de estudio debut de la banda británica de indie rock Panchiko. El álbum fue autoeditado por la banda el 5 de mayo de 2023. El álbum consta del primer material nuevo grabado por la banda desde su reunión tras el descubrimiento de su EP debut, D>E>A>T>H>M>E>T>A>L.

## Antecedentes
Panchiko originalmente estaba formado por cuatro amigos que grabaron una variedad de EP y se disolvió rápidamente en 2000. En 2020, la banda decidió reformarse después de la exitosa búsqueda de su EP debut, D>E>A>T>H>M>E>T>A>L, donde originalmente se había encontrado una copia en una tienda de caridad.
El 13 de febrero de 2023 se anunció Failed at Math(s). Se lanzaron tres sencillos para el álbum: «Failed at Math(s)», que se lanzó el 8 de marzo; «Until I Know», lanzado el 30 de marzo; y «Portraits», lanzado el 12 de abril. Los vídeos musicales de los sencillos, así como de la canción «Gwen Everest», fueron lanzados en el canal de YouTube de la banda. La obra de arte para el lanzamiento y sus videos musicales fue creada por el pintor japonés Shunsaku Hayashi.

## Composición
Failed at Math(s) ha sido descrito como indie rock, trip hop  y electrónica.  Algunas de las canciones del álbum, como «Until I Know», «Gwen Everest», «Think That's Too Wise» y «Rocking with Keith» fueron producto de maquetas reelaboradas previamente grabadas por la banda antes de disolverse. Estas demos fueron lanzadas en el álbum recopilatorio, Ferric Oxide (Demos 1997-2001).
La canción de apertura «Failed at Math(s)» fue descrita como una pista lo-fi que contenía «sintetizadores brillantes, ritmos atmosféricos sucios y voces distorsionadas». Andy Wright, miembro de la banda Panchiko, explicó en una entrevista que la canción trata sobre liberarse de los hábitos para mejorar uno mismo. La canción «Portraits» fue descrita como una pista oscura y suave con instrumentales ambient. Owain Davies, el cantante principal de la banda, comentó cómo la canción «cubre los sentimientos de presión y de afrontar las cosas por tu cuenta».
La canción «Gwen Everest» contiene letras sobre ver a un ser querido tomar malas decisiones y ver las consecuencias. La canción fue una de las demos reelaboradas previamente grabadas por la banda.  La canción que cierra el álbum, «Rocking with Keith», fue otra demo reelaborada y se describió como «[con] una destacada función de piano y con una duración de más de cinco minutos y medio». Según Davies, la pista se grabó originalmente en un multipista Akai DPS12.

## Lanzamiento

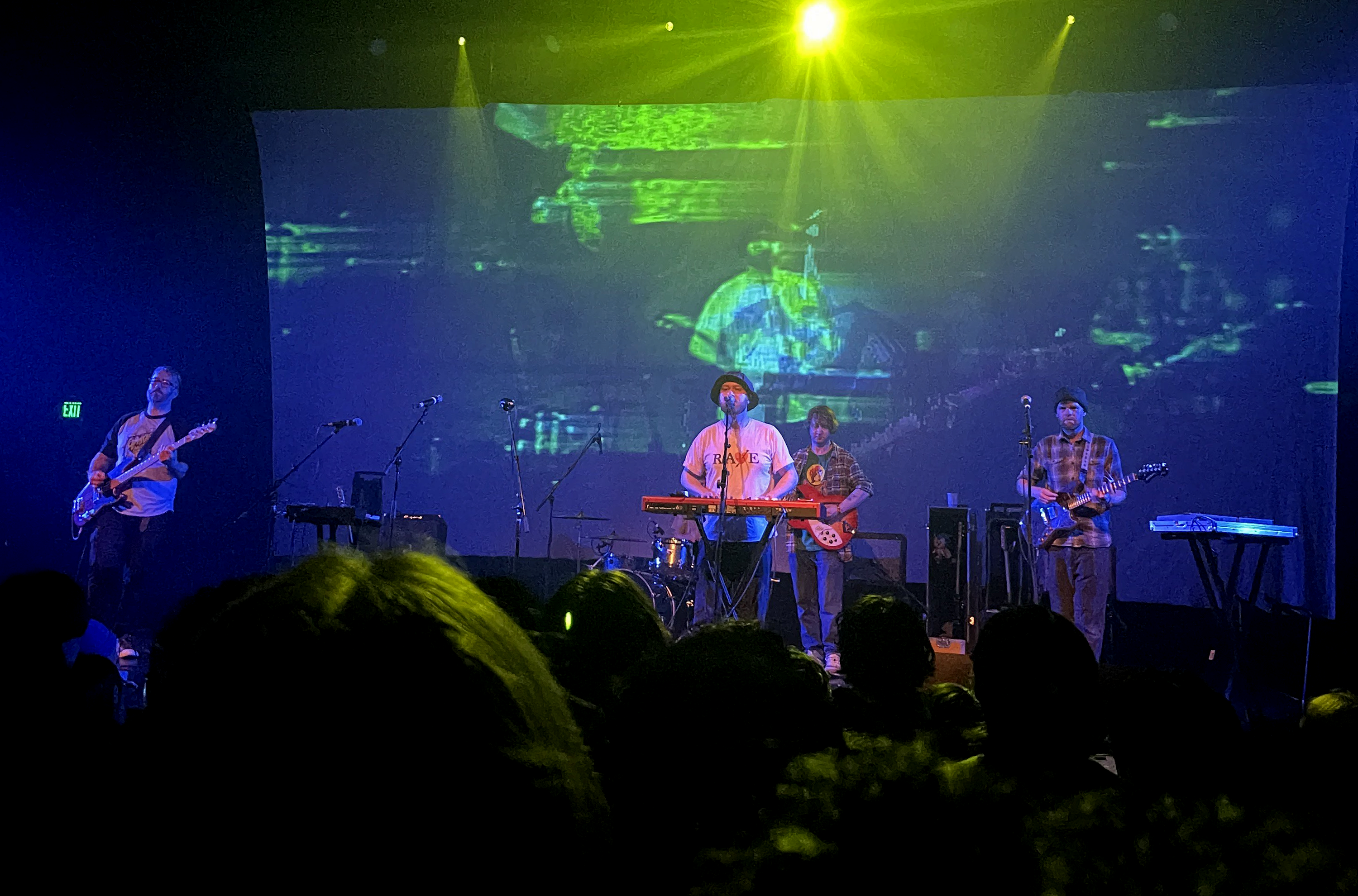
Panchiko tocando en vivo en la gira Failed at Math(s).

Failed at Math(s) se lanzó el 5 de mayo de 2023 en CD, LP y servicios digitales. El álbum marcó el primer material nuevo de la banda en 23 años, y su primer álbum de estudio en conjunto.
Para coincidir con el lanzamiento del álbum, la banda se embarcó en una gira por los Estados Unidos con las bandas de apoyo Horse Jumper of Love y LSD and the Search for God, que luego se expandió al Reino Unido y Europa. Esta gira comenzó el 5 de mayo en Seattle y concluyó el 1 de diciembre en Bolonia.

## Listado de canciones
Todas las pistas escritas y producidas por Panchiko.

| Lista de canciones de Failed at Math(s) |                         |          |  |
| N.º                                     | Título                  | Duración |  |
| 1.                                      | «Failed at Math(s)»     | 2:40     |  |
| 2.                                      | «Portraits»             | 3:42     |  |
| 3.                                      | «Until I Know»          | 3:23     |  |
| 4.                                      | «Breakfast Séance»      | 2:50     |  |
| 5.                                      | «Find It (A Song)»      | 2:17     |  |
| 6.                                      | «Gwen Everest»          | 3:04     |  |
| 7.                                      | «Think That's Too Wise» | 2:25     |  |
| 8.                                      | «Rocking with Keith»    | 5:36     |  |
| 25:57                                   |                         |          |  |